# Margareta Cramér

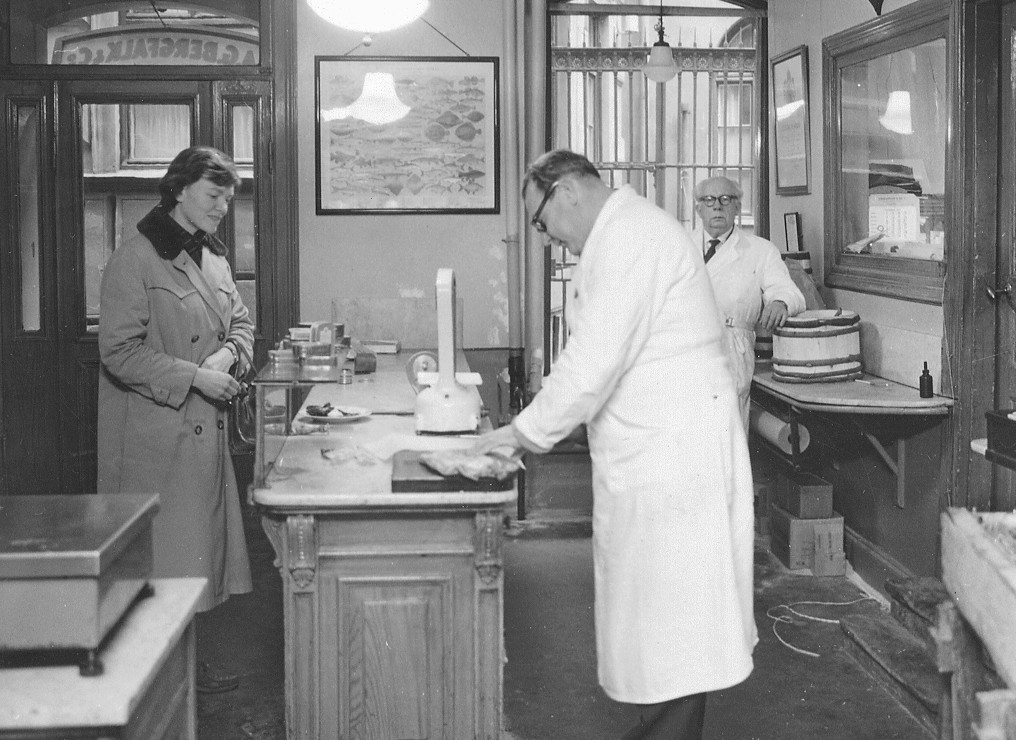
Margareta Cramér som "kund" i A.G. Bergfalk & Co. Vilthandel vid Stora Gråmunkegränd 3, 1960.

Elin Laura Margareta Cramér, född Stavenow 7 juli 1926 i Sankt Görans församling, Stockholms stad, död där 30 november 2014 i Oscars församling, Stockholms län, var en svensk konstvetare och byggnadsantikvarie med sin verksamhet huvudsakligen förlagd till Stockholm. Cramér mottog 1992 Samfundet S:t Eriks plakett.
Margareta Cramér disputerade på avhandlingen Den verkliga kakelugnen om formutvecklingen vid kakelugnsfabrikerna i Stockholm under andra hälften av 1800-talet och början av 1900-talet. Vid Stockholms stadsmuseum var hon verksam fram till sin pensionering. Därefter verkade hon som forskare och fristående, antikvarisk konsult. 
Margareta Cramér var dotter till filosofie doktor Åke Stavenow och Brita Hartmann samt syster till Elisabet Stavenow-Hidemark. Från 1948 var hon gift med Tomas Cramér. De fick fem barn.